# Hornera
A Hornera a valódi mohaállatok (Stenolaemata) osztályának a Cyclostomatida rendjébe, ezen belül a Horneridae családjába tartozó nem.

## Rendszerezés
A nembe az alábbi 45 faj tartozik:
- Hornera americana d'Orbigny, 1842
- Hornera antarctica Waters, 1904
- Hornera australis Kirchenpauer, 1869
- Hornera bipunctata Roemer, 1863
- Hornera brancoensis Calvet, 1907
- Hornera caespitosa Busk, 1875
- Hornera canui Calvet, 1911
- Hornera cerviformis Ortmann, 1890
- Hornera circumporosa Beutler, 1908
- Hornera circumsulcata Hejjas, 1894
- Hornera crispa Defrance, 1821
- Hornera curva MacGillivray, 1895
- Hornera curvirostra Hejjas, 1894
- Hornera diffusa MacGillivray, 1895
- Hornera edwardsii d'Archiac, 1847
- Hornera elegans Defrance, 1821
- Hornera elevata MacGillivray, 1895
- Hornera erugata Hayward & Cook, 1983
- Hornera falklandica Borg, 1944
- Hornera fibrosa Reuss, 1865
- Hornera foliacea (MacGillivray, 1869)
- Hornera frondiculata (Lamarck, 1816)
- Hornera galeata Smitt, 1872
- Hornera hybrida (d'Archiac, 1847)
- Hornera lamellosa Roemer, 1863
- Hornera lasarevi Androsova, 1968
- Hornera lichenoides (Linnaeus, 1758)
- Hornera nitens Roemer, 1863
- Hornera pectinata Busk, 1861
- Hornera prominens MacGillivray, 1895
- Hornera pseudolichenoides Gontar, 1996
- Hornera ramosa MacGillivray, 1887
- Hornera reteporacea Milne Edwards, 1838
- Hornera rhipis Busk, 1859
- Hornera robusta MacGillivray, 1883
- Hornera rubeschi Reuss, 1848
- Hornera rugulosa Jullien, 1882
- Hornera smitti Borg, 1944
- Hornera sulcata MacGillivray, 1895
- Hornera tenuis MacGillivray, 1895
- Hornera tortuosa Roemer, 1863
- Hornera trabecularis Reuss, 1869
- Hornera tuberculata MacGillivray, 1895
- Hornera versipalma (Lamarck, 1816)
- Hornera quadrata MacGillivray, 1895